# Méthode du premier harmonique
Dans le domaine de l'étude des systèmes non linéaires, la méthode du premier harmonique désigne une technique qui consiste à s'inspirer des propriétés classiques des systèmes linéaires pour traiter les non-linéarités présentes dans un système dynamique. 